# Glockenspiel

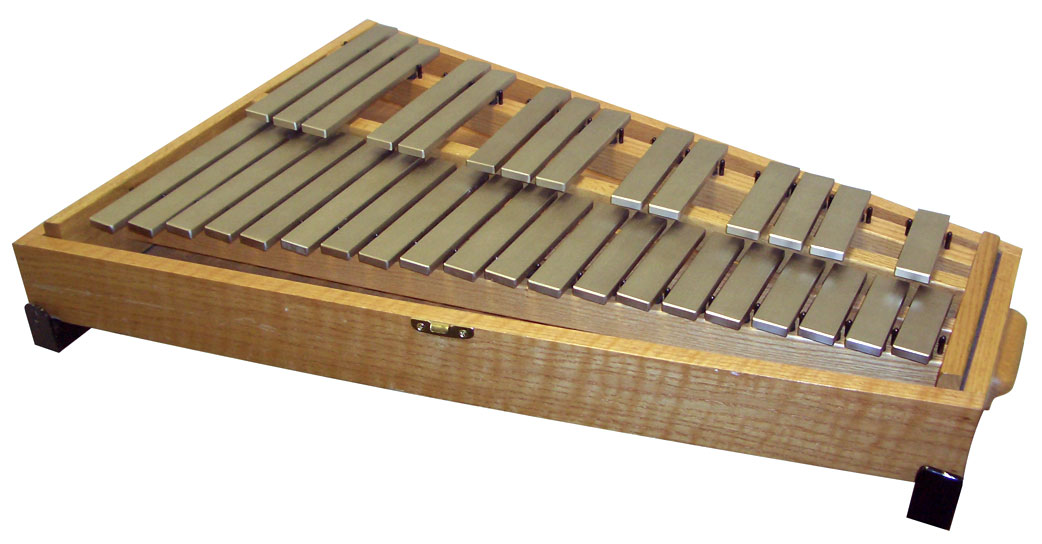
Glockenspiel

El glockenspiel (terme alemany que significa 'joc de timbres'), també anomenat lira campana i campana lira (tot i que cal no confondre'l amb la lira de corda), és un instrument de percussió de so determinat, format per làmines metàl·liques afinades.
És un instrument de la mateixa família que el xilòfon, el vibràfon o la marimba.
El glockenspiel pot emetre notes de diferent altura, fins a una extensió sonora de dues octaves i mitja, des del la greu al do 8, tot i que també hi ha models que parteixen del fa greu. Es toca horitzontalment amb dues baquetes dures.
Ha estat utilitzat a l'orquestra. Händel presenta l'instrument a Saül i Mozart l'utilitza a La flauta màgica. A partir del segle xix, el glockenspiel s'incorpora ja habitualment a l'orquestra.
Una versió simplificada, només amb l'escala diatònica (sense semitons), s'utilitza al mètode Orff.